# فيليب إتر
فيليب إتر هو سياسي سويسري، ولد في 21 ديسمبر 1891 في Menzingen ‏ في سويسرا، وتوفي في 23 ديسمبر 1977 في برن في سويسرا. نشط حزبياً في حزب الشعب الديمقراطي المسيحي في سويسرا ‏. وقد انتخب عضو المجلس الفيدرالي السويسري ‏ (1934 – 1959).

## وصلات خارجية
- فيليب إتر على موقع مونزينجر (الألمانية)